# Modrý a rudý
Modrý a rudý je sbírka antimilitaristické poezie napsaná spisovatelem Fráňou Šrámkem. Podtitul knihy je verše o vojáčcích. Obsahuje 18 básní, mimo jiné slavné básně Raport, Píšou mi psaní atd. Poprvé vydána roku 1906. V názvu je použita symbolika barev: modrá – barva rakouské uniformy, rudá – barva vzpoury, anarchismu. Řadu básní této sbírky napsal Šrámek ve vězení, kam byl na šest dní uvržen po zatčení na anarchistické demonstraci v roce 1905. Než nastoupil trest, byl povolán na vojenské cvičení, na což ihned reagoval básní Píšou mi psaní, kterou ještě před cvičením publikoval v anarchistické tiskovině Práce. I za tuto báseň byl pak uvržen do vězení, tentokrát vojenského, a to na čtyři týdny. Toto uvěznění vyvolalo v Lomu u Mostu protestní hornickou demonstraci. Cenzura sbírku nejprve zakázala, ale jeden z poslanců ji v parlamentu přečetl jako interpelaci, a pak byla vydána (ze zákona nesměly být parlamentní projevy cenzurovány; byl to obvyklý způsob, jak rakousko-uherskou cenzuru obcházet, že zakázaný text některý z poslanců přečetl v parlamentu). Přesto vydání z roku 1906 nebylo úplné, plná verze vyšla až roku 1911.